# In the Movies
Albums de Ice Cube
Laugh Now, Cry Later
(2006) Raw Footage
(2008)
In the Movies est une compilation d'Ice Cube, sortie le 4 septembre 2007.
Cet album comprend des morceaux publiés dans les bandes originales de plusieurs films, de Boyz N the Hood (1991) à XXX 2: The Next Level (2005).
Il s'est classé 34e au Top R&B/Hip-Hop Albums et 169e au Billboard 200.

## Liste des titres
| No  | Titre                                                                                          | Film                         | Durée |
| --- | ---------------------------------------------------------------------------------------------- | ---------------------------- | ----- |
| 1.  | You Can Do It (featuring Mack 10 et Ms. Toi – Produit par One Eye)                             | Next Friday                  | 4:19  |
| 2.  | We Be Clubbin´ (Produit par Dutch)                                                             | The Players Club             | 4:47  |
| 3.  | Natural Born Killaz (featuring Dr. Dre – Produit par Dr. Dre et Sam Sneed)                     | Murder Was the Case          | 4:16  |
| 4.  | Anybody Seen the Popo's?! (Produit par Dee Underdue et Teak Da Beatsmith)                      | XXX 2: The Next Level        | 3:56  |
| 5.  | Friday (Produit par Ice Cube)                                                                  | Friday                       | 3:49  |
| 6.  | How to Survive in South Central (Produit par Ice Cube et Sir Jinx)                             | Boyz N the Hood              | 3:40  |
| 7.  | $100 Dollar Bill Y´all (Produit par Rockwilder)                                                | Chasseurs de primes          | 3:39  |
| 8.  | You Know I'm a Ho (featuring Master P – Produit par Bud'da)                                    | The Players Club             | 4:17  |
| 9.  | The World Is Mine (featuring K-Dee et Mack 10 – Produit par Ice Cube)                          | Dangerous Ground             | 3:10  |
| 10. | Ghetto Vet (featuring Mack 10 et Mr. Short Khop – Produit par Bud'da)                          | I Got the Hook Up            | 4:38  |
| 11. | Maniac in the Brainiac (featuring Mack 10 – Produit par Ice Cube)                              | Bulworth                     | 4:35  |
| 12. | The Wrong Nigga to Fuck Wit (Produit par Ice Cube et Sir Jinx)                                 | Bulworth                     | 2:49  |
| 13. | Roll All Day (Produit par One Eye)                                                             | 60 secondes chrono           | 3:00  |
| 14. | Higher (Produit par Sir Jinx)                                                                  | Fièvre à Columbus University | 4:32  |
| 15. | Trespass (featuring Ice-T – Produit par Sir Jinx)                                              | Les Pilleurs                 | 2:54  |
| 16. | Right Here, Right Now (featuring Paul Oakenfold – Produit par Paul Oakenfold et Steve Osborne) | Blade 2                      | 4:11  |